# Wim Blockmans
Wim Blockmans, de ses prénoms officiels Willem Pieter Blockmans, né à Anvers en 1945 est un historien belge et professeur émérite d'histoire médiévale à l'université de Leyde. Ses publications concernent surtout la fin du Moyen Âge et les débuts des temps modernes.

## Biographie
Wim Blockmans étudie l'histoire à l'université de Gand où en 1973 il soutient sa thèse sur la bourgeoisie et la politique en Flandre à la fin du Moyen Âge.
Après la fin de ses études il commence à travailler à l'université de Gand et à l'Université Erasmus d'Amsterdam.
Il est nommé en 1987 professeur d'histoire médiévale à l'université de Leyde. Il devient en 2002 recteur du Netherlands Institute for Advanced Study.
En 2010 il atteint l'éméritat à l'université de Leyde.
Wim Blockmans est membre de la British Academy, de la Royal Historical Society, de l'Academia Europaea et de la Koninklijke Nederlandse Akademie van Wetenschappen.
Il est également membre de la Koninklijke Vlaamse Academie van België voor Wetenschappen en Kunsten et de la "Deutsche Gesellschaft für Verfassungsgeschichte".

## Choix de publications
- 1971. Handelingen van de leden en van de Staten van Vlaanderen : excerpten uit de rekeningen van de Vlaamse steden en kasselrijen en van de vorstelijke ambtenaren. Bruxelles :Commission royale d'histoire.
- 1978. Veranderende samenlevingen : de Europese expansie in historisch perspektief. Kapellen [Anvers] : De Sikkel
- 1978. De volksvertegenwoordiging in Vlaanderen (1384-1506). Bruxelles.
- 1986. The Burgundian Netherlands. Avec Walter Prevenier. Anvers : Fonds Mercator.
- 1994. Cities and the Rise of States in Europe, A.D. 1000-1800. Red. met Ch. Tilly. Boulder: Westview.
- 1995-99. Origins of the Modern State in Europe, 13th to 18th Century. 7 delen. Eindred. Oxford: Clarendon Press.
- 1999. Showing Status. Representation of Social Positions in the Late Medieval Low Countries. Red. avec A. Janse. Turnhout: Brepols.
- 2002. Emperor Charles V 1500-1558. Londres.
- 2002. Eeuwen des Onderscheids. Geschiedenis van de Europese middeleeuwen. Avec P. Hoppenbrouwers. Amsterdam.
- 2010. Metropolen aan de Noordzee. Geschiedenis van Nederland, 1100-1555. Amsterdam: Prometheus.